# Czerwień (dopływ Podgórnej)
Czerwień (niem. Rotes Wasser) – potok w Sudetach Zachodnich, w Karkonoszach, lewy dopływ Podgórnej.

## Przebieg i opis
Powstaje z połączenia dwóch niewielkich potoków mających swe źródła pod Przełęczą Dołek i Przełęczą Karkonoską. Płynie na północny wschód, najpierw Kozacką Doliną, później Doliną Czerwienia. Nazwy te noszą malownicze fragmenty doliny potoku. W Przesiece, na obszarze Karkonoskiego Padołu Śródgórskiego, skręca na wschód, po czym ponownie na północny wschód, by na granicy Przesieki i Podgórzyna Górnego, w obrębie Pogórza Karkonoskiego, wpaść do Podgórnej.
Czerwień przyjmuje kilka niewielkich, bezimiennych dopływów oraz jeden większy, lewy – Ziębnik.
Płynie po granicie i jego zwietrzelinie.
Obszar zlewni Czerwienia porośnięty jest górnoreglowymi, niżej dolnoreglowymi lasami świerkowymi. Jedynie odcinek źródliskowy położony jest na obszarze Karkonoskiego Parku Narodowego. Wzdłuż potoku przebiega Celna Droga.
Po wojnie Czerwień nosił nazwę „Czerwony Potok”.

## Szlaki turystyczne
W dolnym biegu przecinają go dwa szlaki turystyczne:
- żółty szlak turystyczny z Przesieki do Jagniątkowa,
- zielony z Sobieszowa przez Zamek Chojnik do Borowic.